# Centomiglia
La Centomiglia è una famosa regata velica che si svolge ogni anno sul Lago di Garda. È indicata come la regata più lunga che si svolge in Europa su acque interne. Con la 60ª edizione, raggiunta nel 2010, si aggiudica il titolo di gara velica più longeva in Italia. Il nome ricorda quello della Mille Miglia, rinomata corsa automobilistica; anche in questo caso la formula della partecipazione è libera.
Il percorso varia in funzione della tipologia e della lunghezza delle imbarcazioni. I monoscafi partono tradizionalmente dal porticciolo di Bogliaco per risalire il lago fino a Torbole, viaggiare verso Sud a Desenzano e tornare infine a Bogliaco.
La prima edizione, nata su iniziativa del Circolo Vela Gargnano, venne disputata l'8 e il 9 settembre 1951 da 17 scafi, e fu vinta da Airone con skipper Umberto Peretti Colò della Compagnia della Vela di Venezia.
Molto numerosi i concorrenti: gli scafi in gara nelle edizioni più recenti sono nell'ordine dei duecento, mentre negli anni migliori si sono superati i trecento iscritti. Le imbarcazioni competono divise in multiple classi e per il premio in tempo assoluto, che viene assegnato al primo scafo a tagliare il traguardo.
Partecipano alla regata anche la classe velica dei libera del Garda, una classe open, molto veloce ed estremamente tecnica.
Nel 1989 nasce la Centomiglia Cup i cui concorrenti sono i diversi vincitori delle precedenti edizioni della Centomiglia. 
Altre importanti competizioni veliche che si svolgono sul Lago di Garda sono i trofei Gorla, Marchi, Castellani e Omboni, che dal 1996 si svolgono nell'arco di una settimana chiamata 100 Week.

## Edizioni e vincitori
- 1951 (1º) – "Airone" – Umberto Peretti Colò
- 1952 (2º) – "Manjana" – Martin Adolf
- 1953 (3º) – "Otter" – R. Ott
- 1954 (4º) – "Violetta II" – Pino Canessa
- 1955 (5º) – "Violetta II" – Pino Canessa
- 1956 (6º) – "Violetta II" – Pino Canessa
- 1957 (7º) – "Violetta II" – Pino Canessa
- 1958 (8º) – "Annerl" – S. Hoess
- 1959 (9º) – "Arlù IV" – N. Porro
- 1960 (10º) – "Aquila" – C. Lapanje
- 1961 (11º) – "Gioia Tre" – Giorgio Falck
- 1962 (12º) – "Komet" – C. Krieger
- 1963 (13º) – "Annerl" – K. Hofmann
- 1964 (14º) – "Manuela VI" – Beppe Croce
- 1965 (15º) – "Bex" – André e Armand Bex
- 1966 (16º) – "Liz" – Flavio Scala
- 1967 (17º) – "Volpina II" – Z. Peretti Colò
- 1968 (18º) – "Annerl" – S. Hoess
- 1969 (19º) – "Finn- Team" – Fabio Albarelli
- 1970 (20º) – "Champagne" – Luciano Lievi
- 1971 (21º) – "Guia" – Giorgio Falck
- 1972 (22º) – "Cassiopea" – Tonoli
- 1973 (23º) – "Cassiopea" – Franco Nocivelli
- 1974 (24º) – "Cassiopea" – Tonoli
- 1975 (25º) – "Cassiopea" – Tonoli
- 1976 (26º) – "Septembre" – Gino Filippini
- 1977 (27º) – "Xenophon" – Fricke
- 1978 (28º) – "Jeml'o" – Fehlmann
- 1979 (29º) – "Gustav Gans" – Hoss
- 1980 (30º) – "L'albatros" – Fehlmann
- 1981 (31º) – "Grifo" – Flavio Scala
- 1982 (32º) – "Grifo" – Holm
- 1983 (33º) – "Opni" – Alain Golaz
- 1984 (34º) – "Avant Garde" – Luca Santella
- 1985 (35º) – "Avant Garde" – Luca Santella
- 1992 (42º) - "Italia&Co ITA 93" - Dusan Puh
- 1993 (43º) - "Dimore del Garda" Giorgio Zuccoli
- 1994 (44°) - "ITA 92" Dusan Puh
- 1995 (45°) - "ITA 92-Dragonfly" Dusan Puh
- 2002 (52º) – "Principessa" - Joschi Entner
- 2003 (53º) - "Clandesteam-Megabyte" - Oscar Tonoli
- 2004 (54º) – "Principessa" - Joschi Entner
- 2005 (55º) – "Principessa" - Joschi Entner
- 2006 (56º) - "Clandesteam" - Carlo Fracassoli
- 2007 (57º) - "Clandesteam" - Carlo Fracassoli
- 2008 (58º) - "Clandesteam" - Daniele Larcher
- 2009 (59º) - "Full Pelt" - Jo Richards
- 2010 (60º) - "Wild Lady" - Wolfgang Palm - Luca Valerio
- 2011 (61º) - "Itelligence" - Helge Sach
- 2012 (62º) - "" -
- 2013 (63º) - "Clan Grok" - Oscar Tonoli
- 2014 (64º) - "" -
- 2015 (65º) - "" -
- 2016 (66º) - "" -
- 2017 (67º) - "" -
- 2018 (68º) - "" -
- 2019 (69º) - "" -
- 2020 (70º) - "69F Fantastica (Bianca)" - Nicola Celon
- 2021 (71º) - "Clandesteam" - Roberto Benamati
- 2022 (72º) - "Bestia Blu" - Bruno Zorzan